# Een ei voor twee
Een ei voor twee (Frans: Un œuf pour deux) is het tweede stripverhaal uit de serie Marsu Kids, een spin-off van de Marsupilamireeks. Het scenario werd bedacht door Sophie Commenge (Wilbur) en Didier Conrad. Conrad is tevens de tekenaar. Het album werd door Marsu Productions uitgebracht in 2013.

## Verhaal
De twee eitjes van een Marsupilamikoppel komen uit. Uit het eerste ei komt een meisje, maar uit het tweede ei komt een verrassing: een Siamese tweeling. De twee mannetjes zijn met de staart aan elkaar vergroeid. Deze speling van de natuur vormt echter geen belemmering, de broertjes en het zusje weten er zelfs handig gebruik van te maken. Het zusje gebruikt de staart van haar broertjes bijvoorbeeld als schommel.
Op een bepaald moment raakt de tweeling verstrengeld in een vleesetende plant. Een jongetje vindt hen en hij en zijn zus raken verknocht aan de diertjes. Hun vader, een rijke blanke die onderzoek doet in het oerwoud, staat hen toe de dieren mee te nemen naar de bewoonde wereld. De verwende kinderen proberen het de Marsupilami's naar hun zin te maken, maar na een poosje beginnen ze ruzie te maken over de dieren. De vader krijgt het idee de diertjes van elkaar te laten scheiden en voegt de daad bij het woord. De Marsupilami's worden gescheiden en elk kind krijgt zijn dier. De twee willen echter bij elkaar blijven en worden agressief. De vader besluit de dieren in de dierentuin onder te brengen, maar daar gedijen ze niet. De twee kinderen krijgen bij het zien van het leed wroeging en vragen hun vader de dieren terug te brengen naar de jungle. Die koopt de hele dierentuin op om de kinderen hun zin te kunnen geven. De jongen worden uiteindelijk teruggegeven aan hun dolblije ouders. De verwende kinderen krijgen het bij het zien nog een ingeving: ze willen dat alle dieren van de zoo worden vrijgelaten. Ze krijgen wederom hun zin.
De drie kleine Marsupilami's kunnen weer spelen, maar het zusje is niet tevreden dat ze niet meer kan schommelen. Wat ze oplost door de staart van haar broers aan elkaar vast te knopen.